# Hugo Baumgart
Hugo Baumgart (* 21. Dezember 1906 in Wolmirstedt; † 4. September 1984 in Magdeburg) war ein deutscher Schlosser und Mitglied des Zentralkomitees der SED.

## Leben

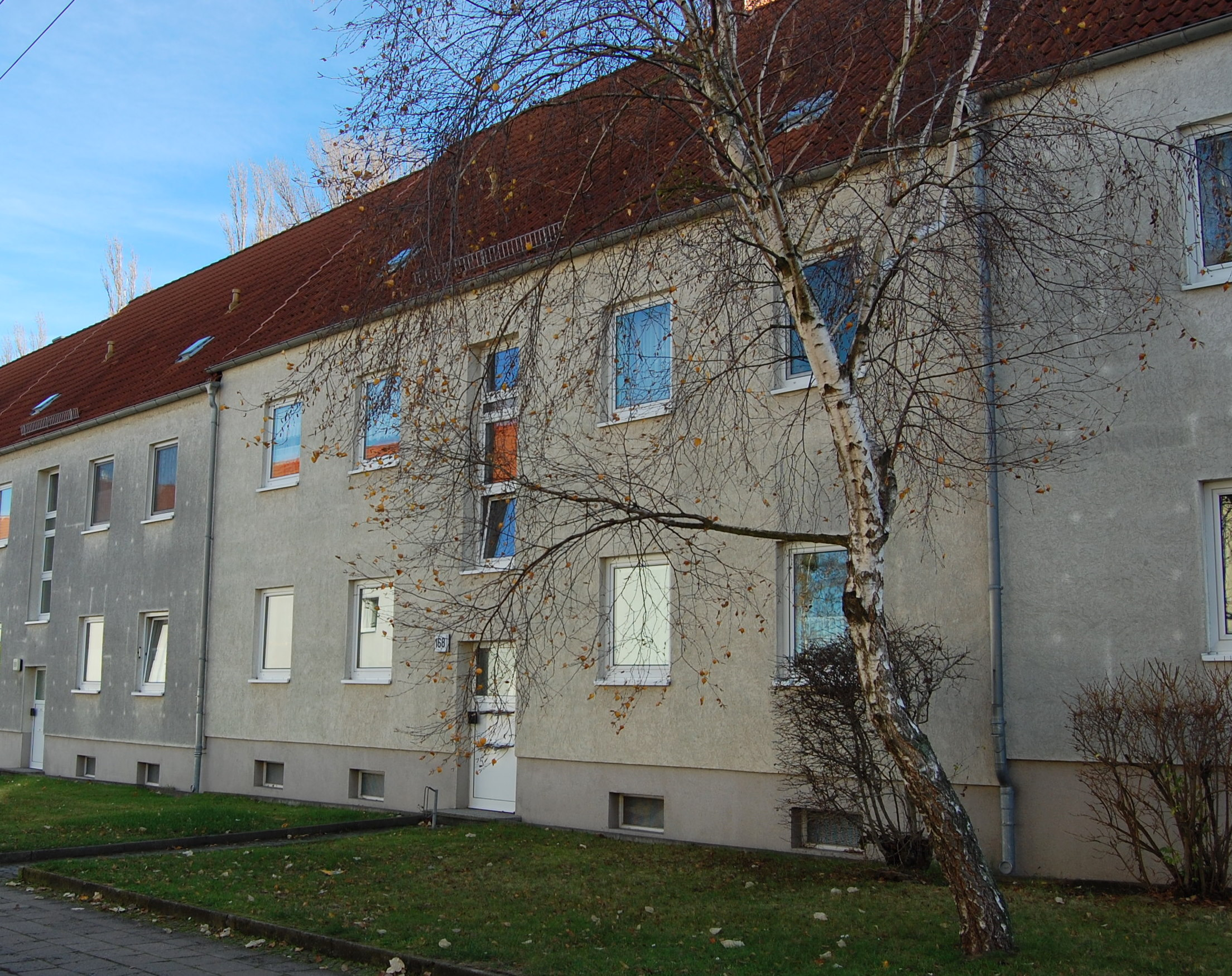
Wohnhaus Welsleber Straße 168, Aufnahme 2010

Nach dem Besuch der Volksschule absolvierte er eine Lehre und arbeitete dann als Schlosser, wobei er ab 1921 bei der Maschinenfabrik Buckau R. Wolf tätig war. Ab 1931 war er als Schlosser im Magdeburger Krupp-Werk tätig. Nach 1945 war er als Gelenkschlosser im Schwermaschinenkombinat Karl Liebknecht (SKL) im Magdeburger Stadtteil Salbke beschäftigt.
1946 wurde er Mitglied der SED. Er war dann von 1951 bis 1971 Parteisekretär der SED-Abteilungsparteiorganisation (APO) Große Schmiede und von 1953 bis 1968 Leitungsmitglied der Betriebsparteiorganisation (BPO) der SED im SKL. Von 1954 bis 1967 gehörte er dem Zentralkomitee der SED an. Darüber hinaus war er auch Mitglied im Bundesvorstand des FDGB. Baumgart erhielt 1959 den Vaterländischen Verdienstorden in Bronze und 1967 in Silber.
Zumindest Ende der 1930er und Anfang der 1950er Jahre lebte Baumgart in der Siedlung Westerhüsen, Welsleber Straße 168 im Magdeburger Stadtteil Westerhüsen. Zuletzt lebte er in der Krügerbrücke 1 im Magdeburger Stadtzentrum.
Baumgart starb im Alter von 77 Jahren und wurde auf dem Westfriedhof in Magdeburg beigesetzt.